# Phidias

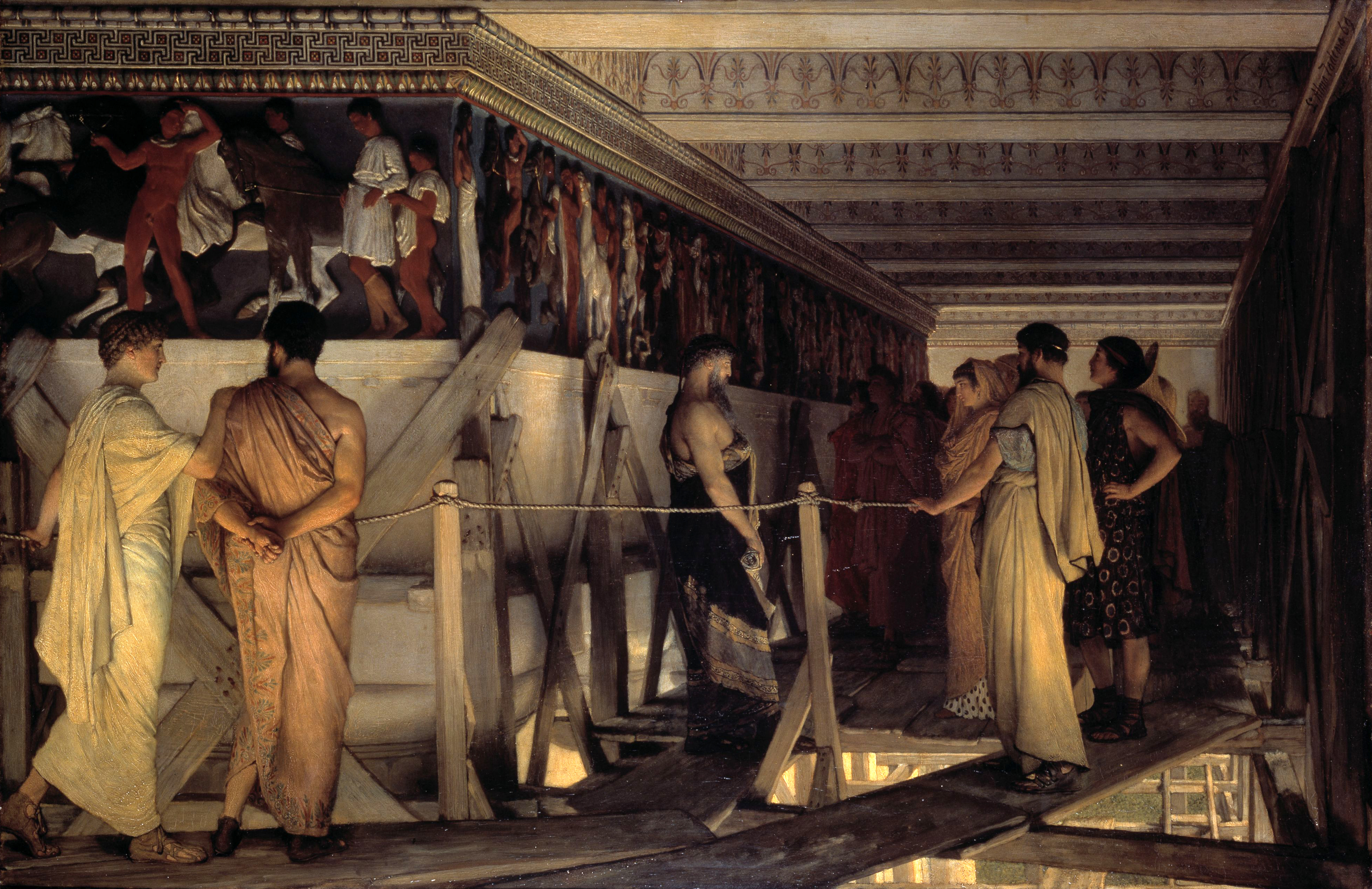
Phidias chỉ dẫn bức tượng Frieze trong đền Parthenon cho các bạn bè (1868), tranh của Sir Lawrence Alma-Tadema

Phidias hoặc Pheidias  (/ˈfɪdiəs/; Greek: Φειδίας, Pheidias; khoảng 480 – 430 TCN) là một nhà điêu khắc, họa sĩ và kiến trúc sư người Hy Lạp cổ đại. Tượng thần Zeus ở Olympia của ông là một trong Bảy kỳ quan thế giới cổ đại. Phidias cũng thiết kế những bức tượng của nữ thần Athena ở Athenian Acropolis, còn có tên khác là Athena Parthenos bên trong đền Parthenon, và Athena Promachos, 
một bức tượng đồng khổng lồ của Athena đứng giữa Parthenon và Propylaea, một cánh cổng vĩ đại sử dụng như lối vào Acropolis ở Athens. Phidias là con trai của Charmides của Athens. Người Hy Lạp cổ đại tin rằng thầy của ông là Hegias và Ageladas.

## Thư viện ảnh

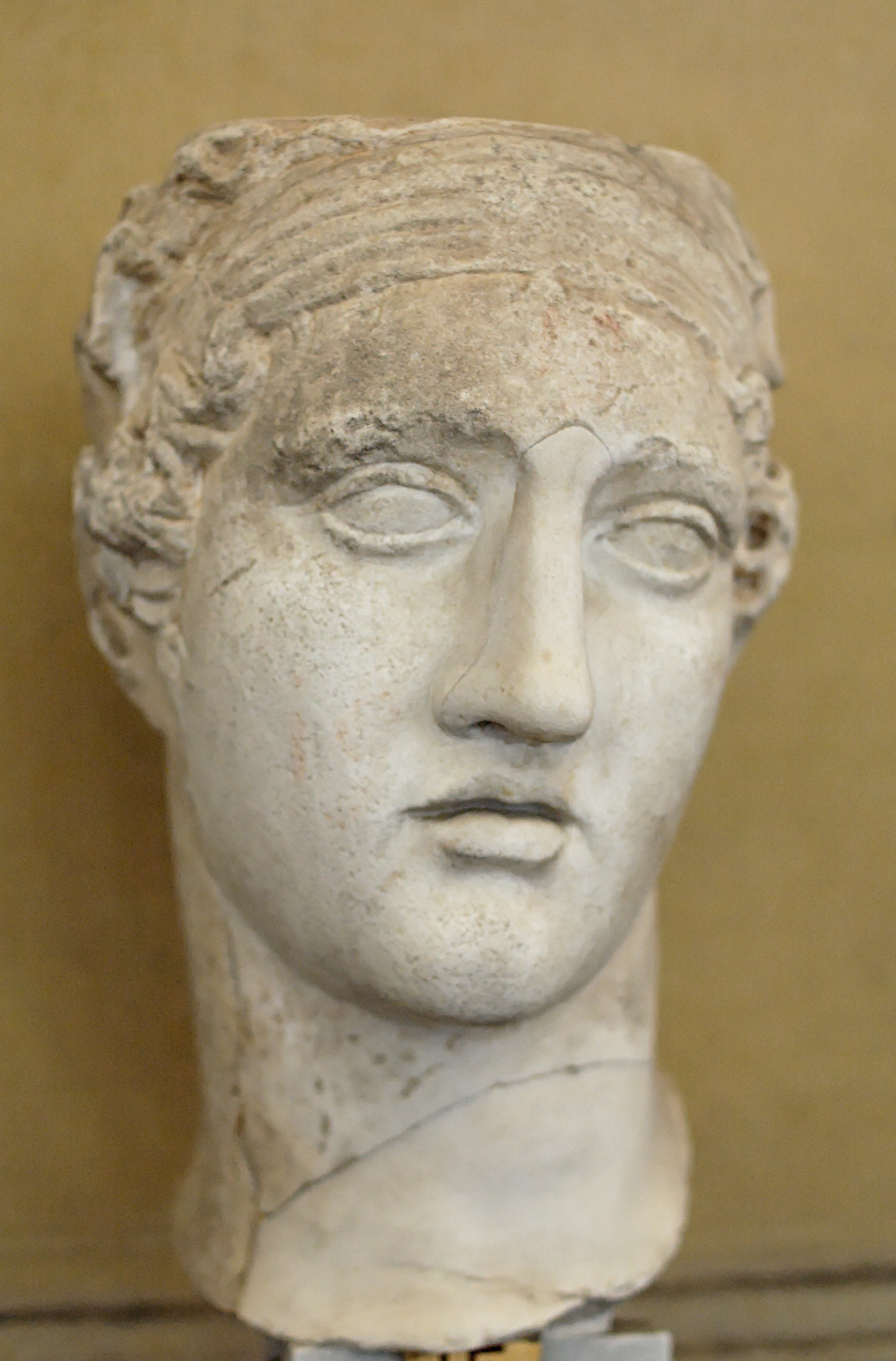
Đầu nữ thần Aphrodite, theo phong cách của Phidias
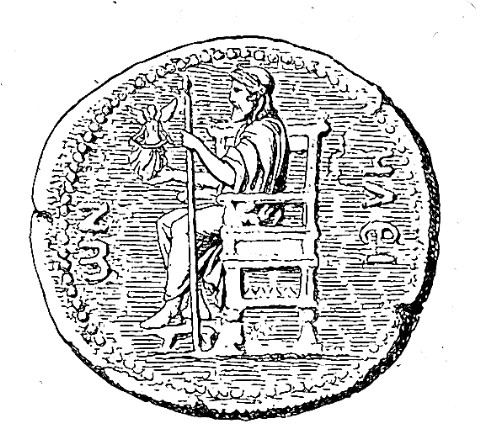
Zeus trên đỉnh Olympia, hình chụp từ đồng xu
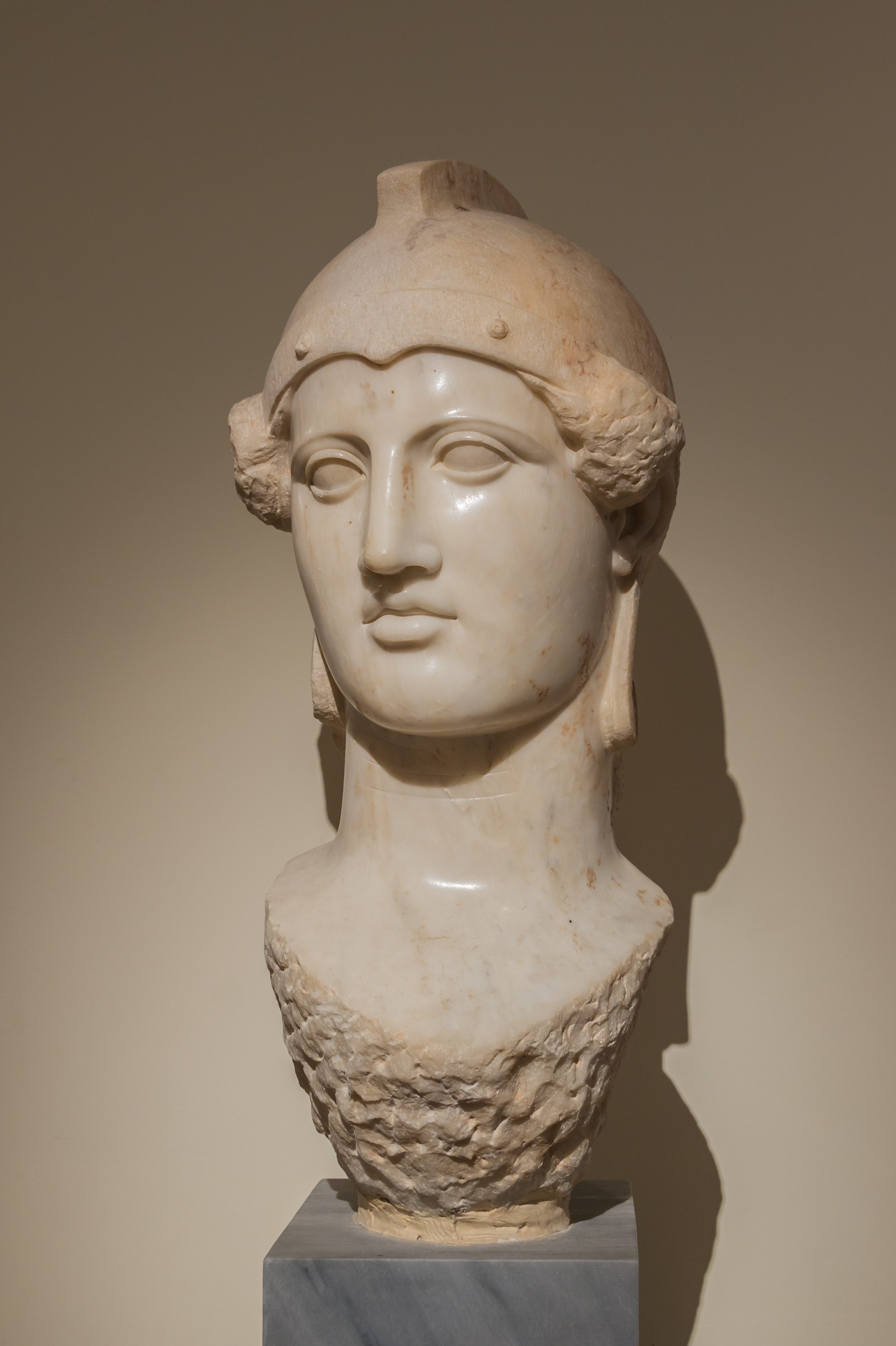
Một bản sao của một tác phẩm của Phidias hoặc một trong những học trò của ông: đầu của Athena, được tìm thấy xung quanh Pnyx, hiện tại được trưng bày trong Bảo tàng Quốc gia Khảo cổ Athens
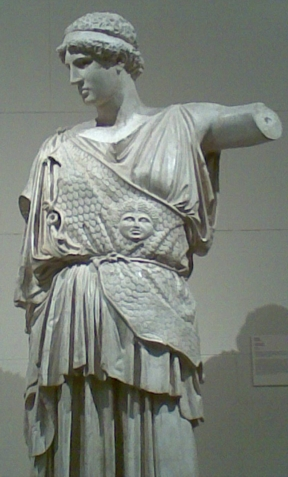
Tái thiết Athena Lemnia, Dresden
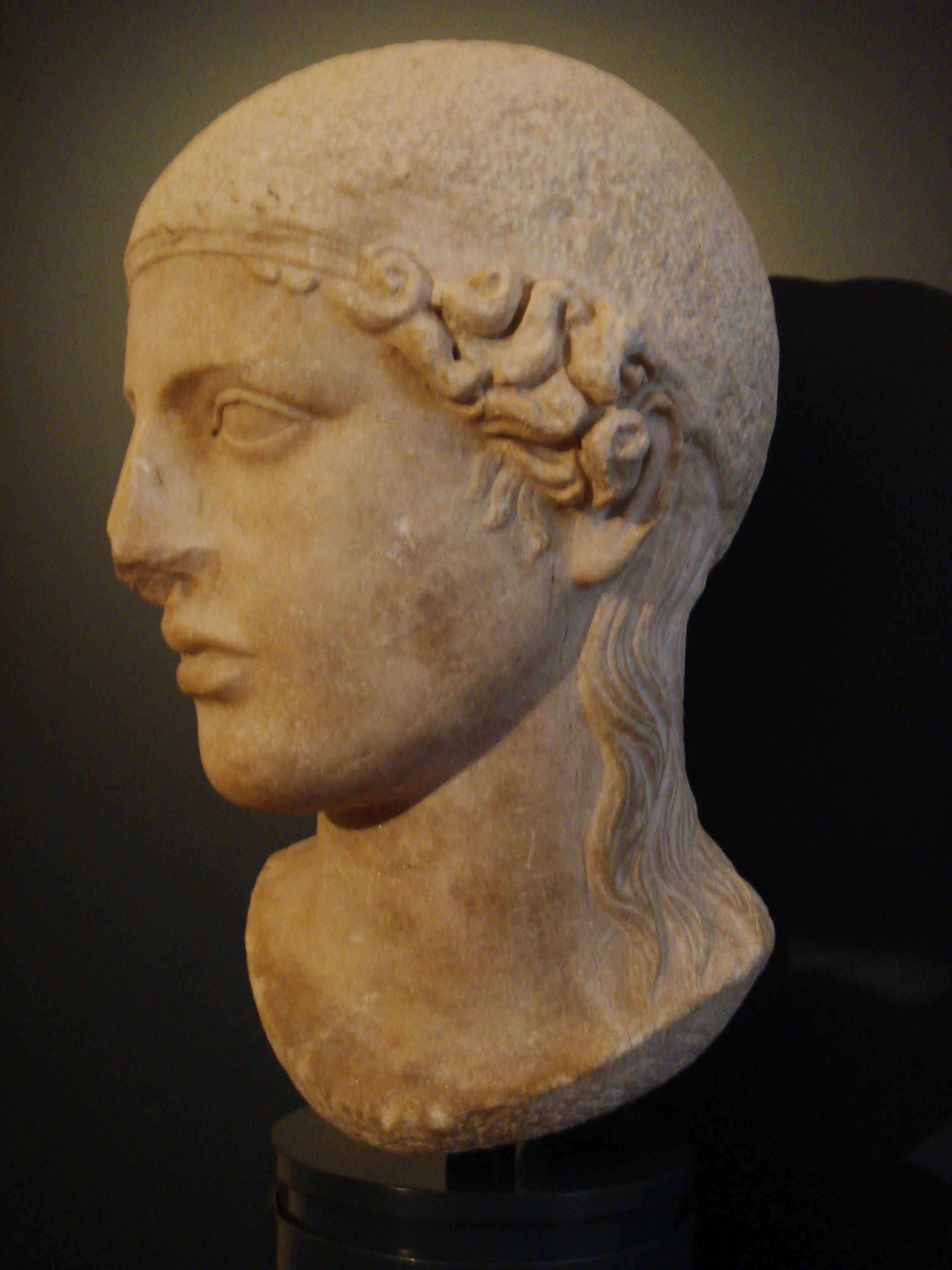
Đầu nữ thần Athena, bản sao thời La Mã
Amazon bị thương - Musei Capitolini, RomeAmazon bị thương - Musei Capitolini, Rome